# Вінер-Нойштадт (острів)
Ві́нер-Но́йштадт (рос. Винер-Нёйштадт) — острів в Північному Льодовитому океані, у складі архіпелагу Земля Франца-Йосифа. Адміністративно належить до Приморського району Архангельської області Росії.

## Географія
Острів знаходиться в центральній частині архіпелагу, входить до складу Землі Зичі. Розташований між островом Циглера на півночі (відокремлений протокою Коллінсона) та Землею Вільчека (Австрійська протока). На заході протокою Родса відмежований від острова Солсбері.
Більша частина острова вкрита льодовиками, найбільший з яких в центрі острова — льодовик Форбса, де знаходиться найвища точка всього архіпелагу висотою 620 м. Крайня північна точка — мис Тіроль, західна — мис Васильєва.

## Історія
Острів відкритий 1873 року під час Австро-Угорської полярної експедиції на чолі з Юліусом Паєром 1872–1874 років. Названий на честь австрійського міста Вінер-Нойштадт.